# Dominator (Kings Dominion)
Dominator sont des montagnes russes sans sol du parc Kings Dominion, situé à Doswell, 37 km au nord de Richmond en Virginie, aux États-Unis, et 134 km au sud de Washington DC. De 2000 à 2007, elles étaient situées dans le parc Six Flags Ohio, renommé Geauga Lake.

## Le circuit
Éléments : Un looping de 41,1 mètres de hauteur, un cobra roll et deux tire-bouchons entrelacés

## Historique
- Dominator a ouvert en 2000 à Six Flags Ohio sous le nom Batman Knight Flight de 2000 à 2003, puis Dominator depuis 2004. Le parc ayant fermé, Dominator fut relocalisé à Kings Dominion.

## Statistiques
- Trains : 3 trains de 8 wagons. Les passagers sont placés par 4 de front par wagon pour un total de 32 passagers par train.

## Galerie

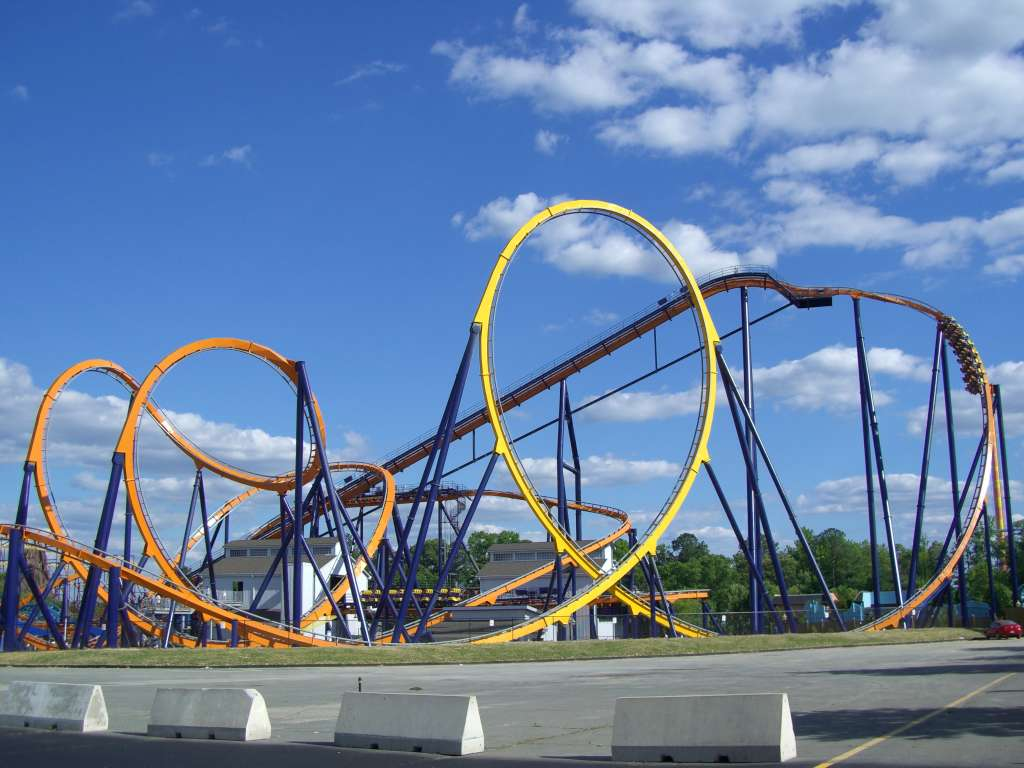
Une partie du parcours.
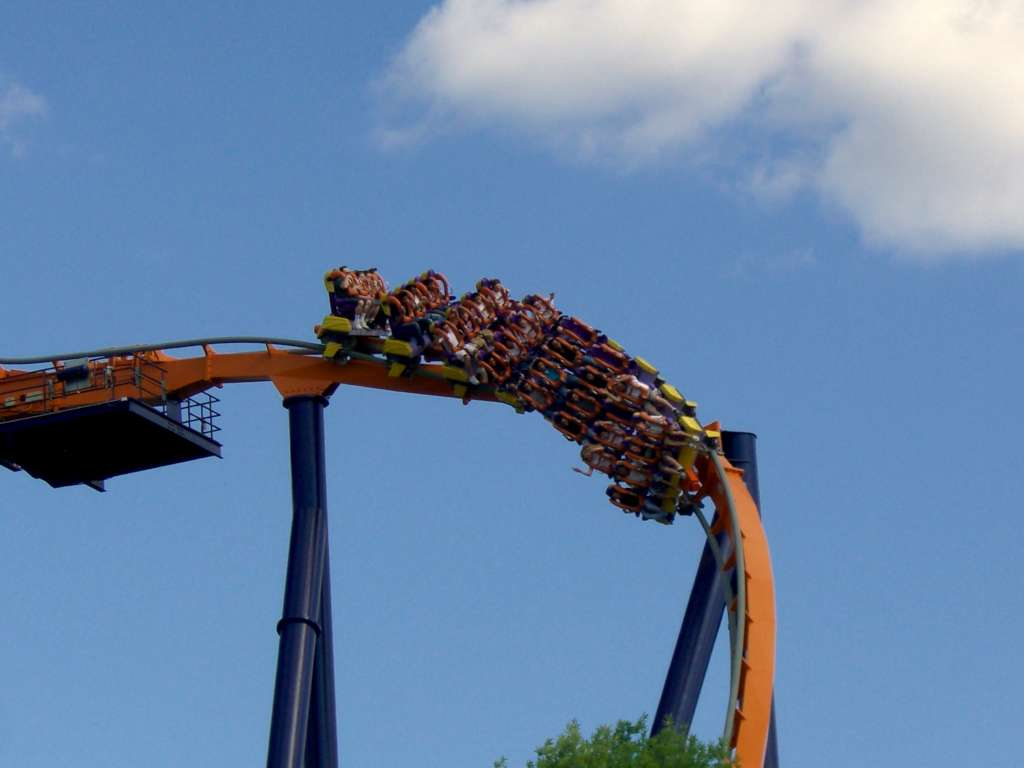
Le sommet de la descente.
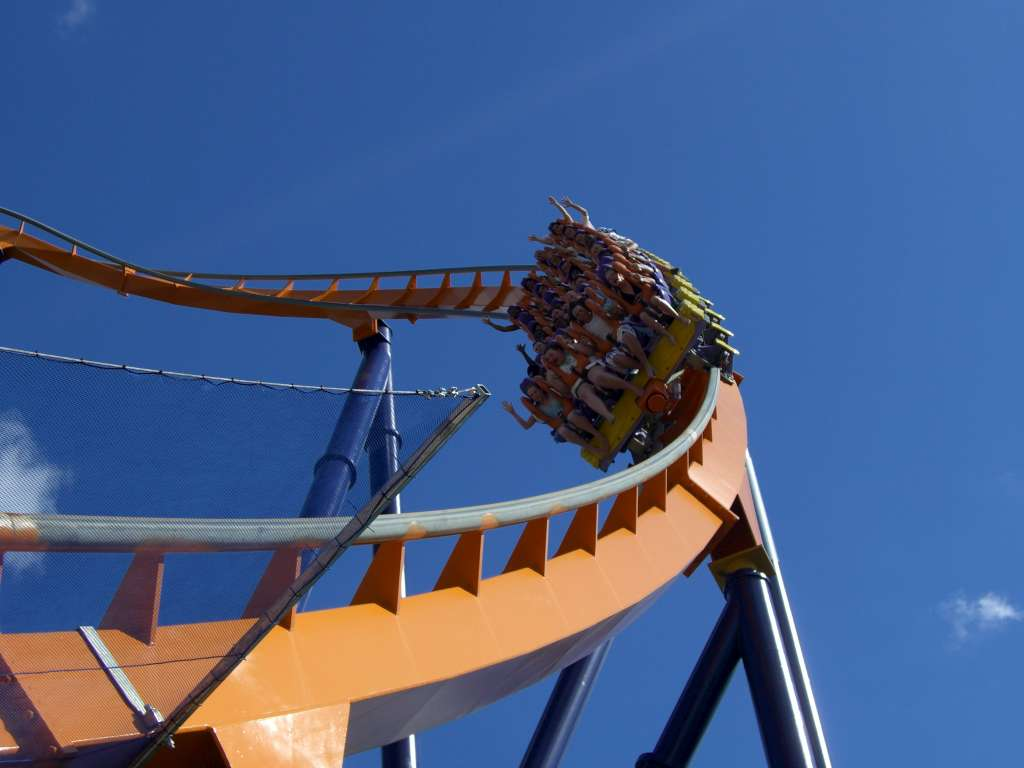
La première descente.
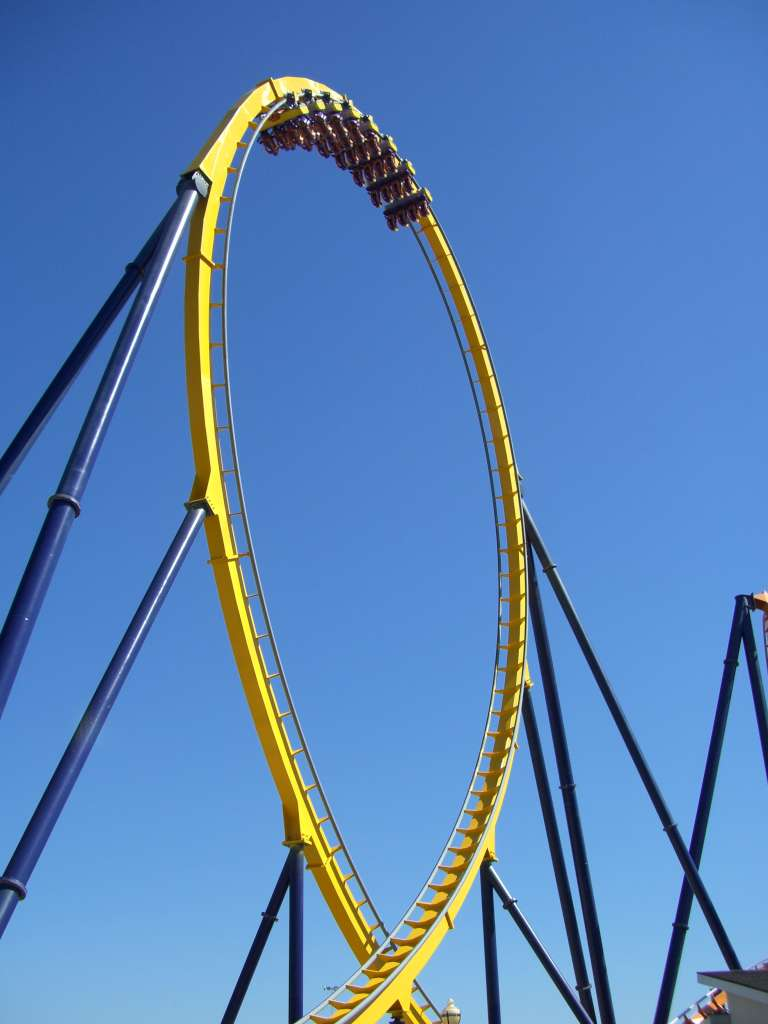
Le looping.
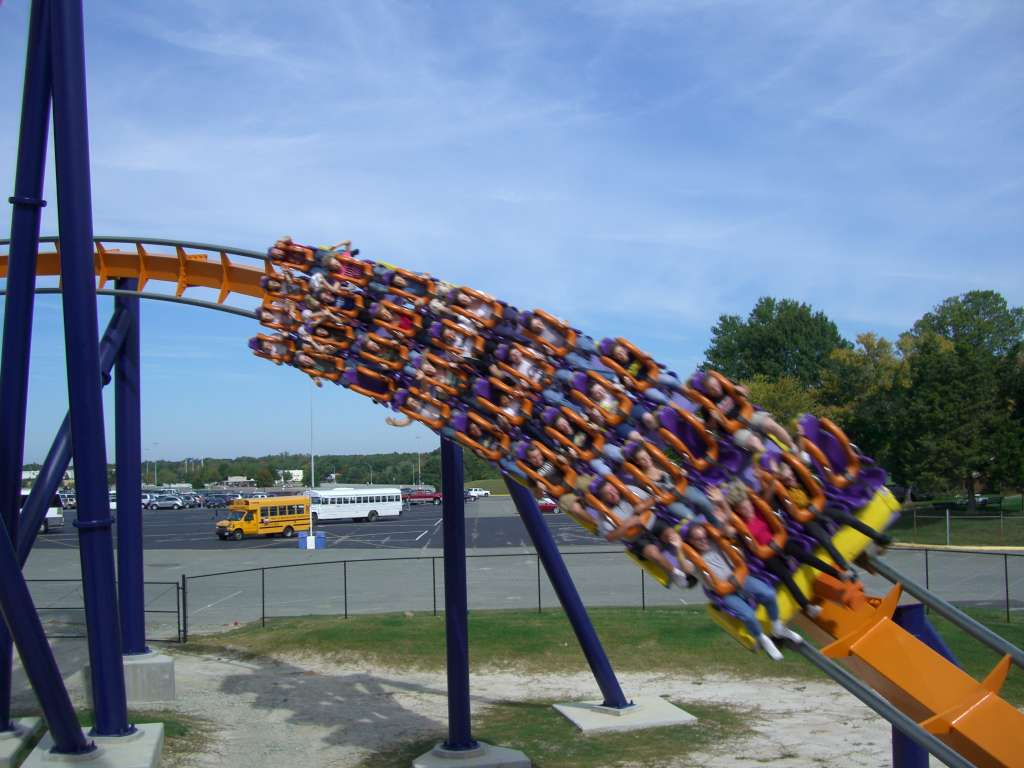
Un virage.
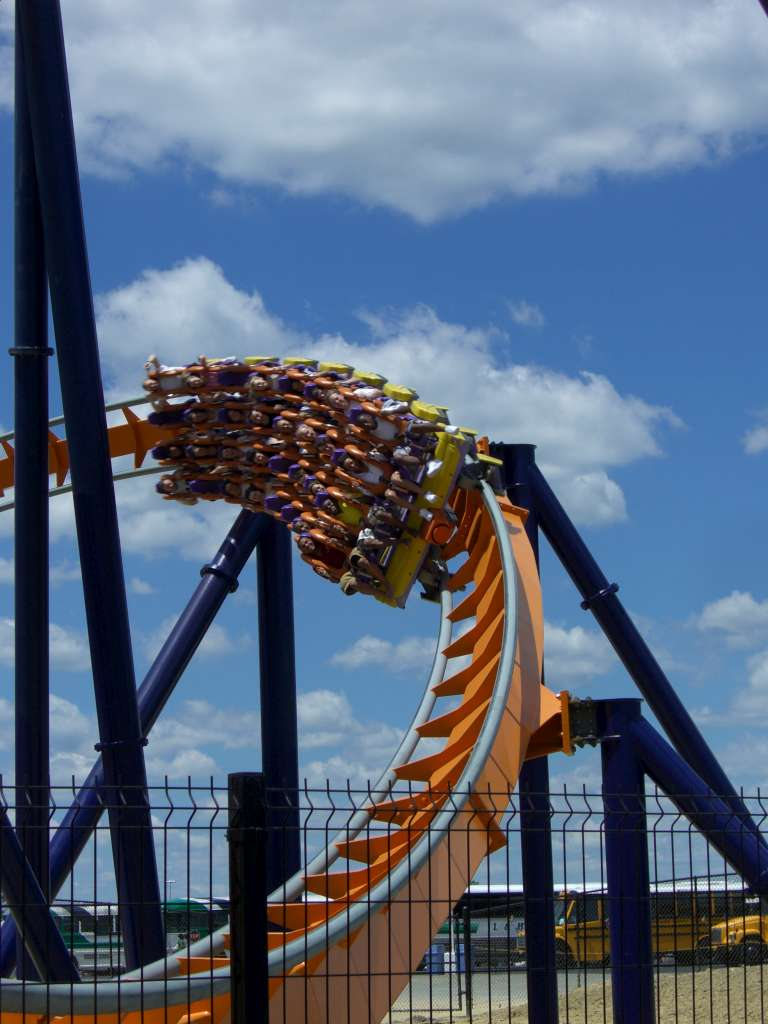
Un autre virage.
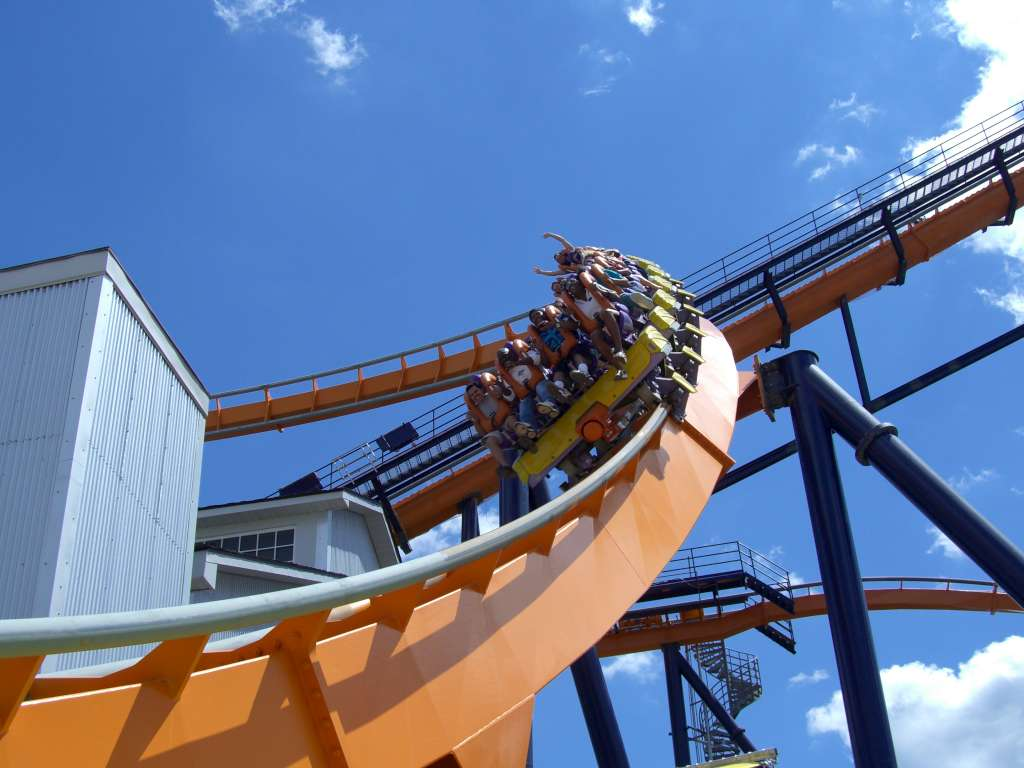
La descente.
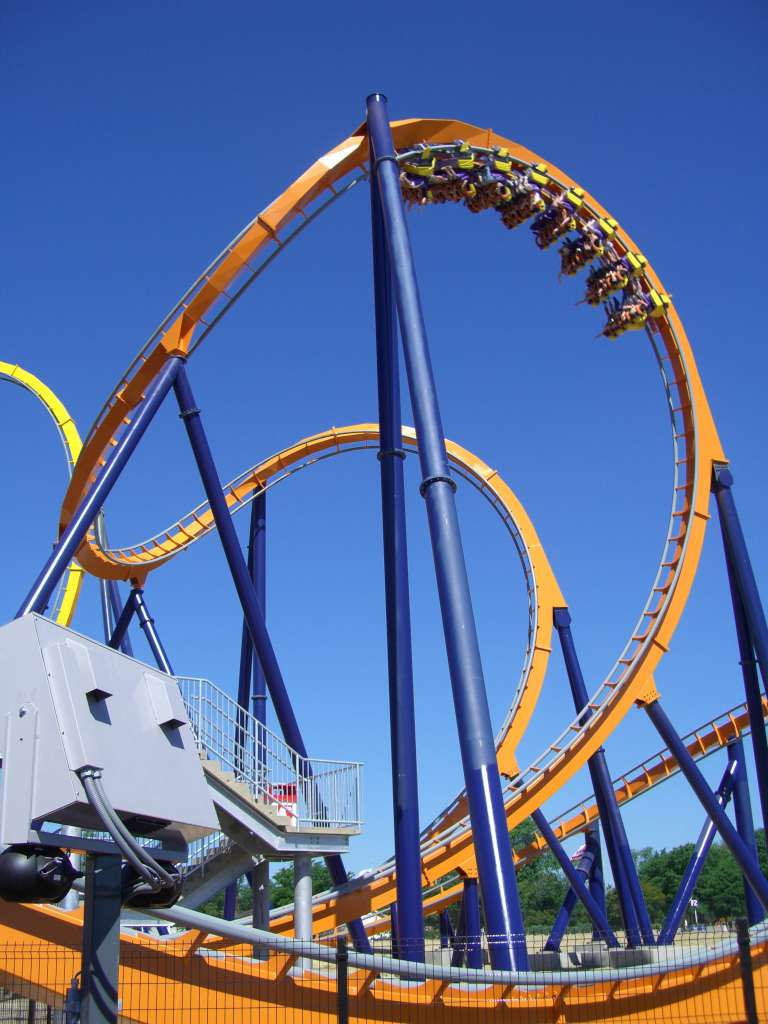
Le cobra roll.
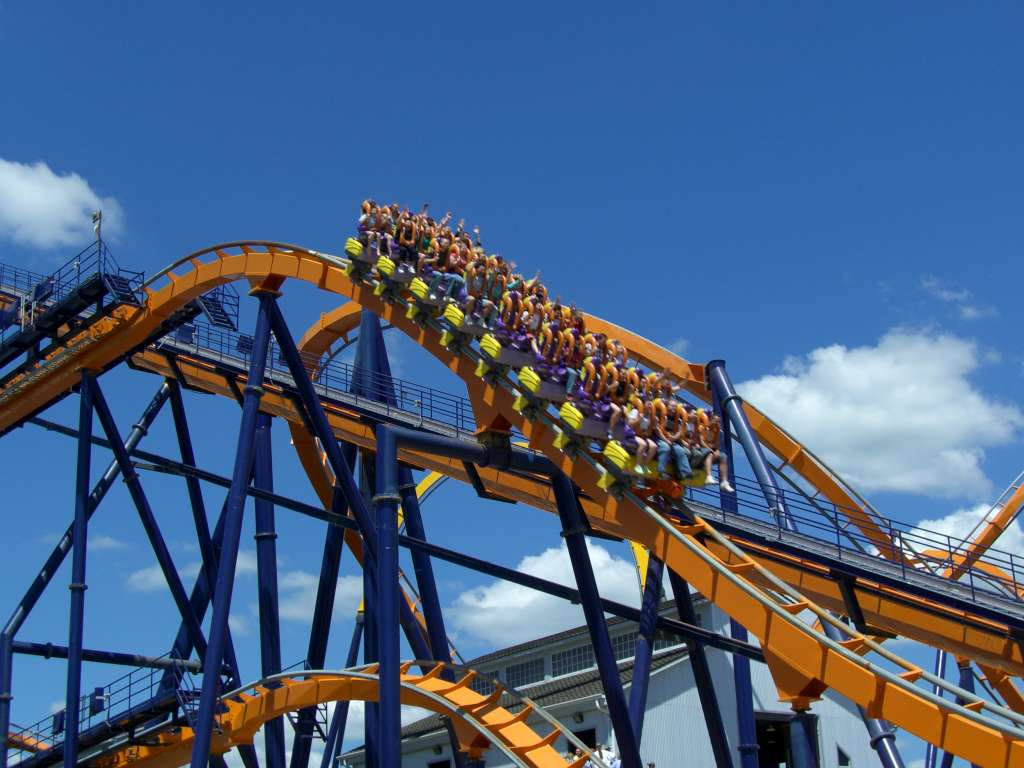
La descente après les freins de mi-parcours.
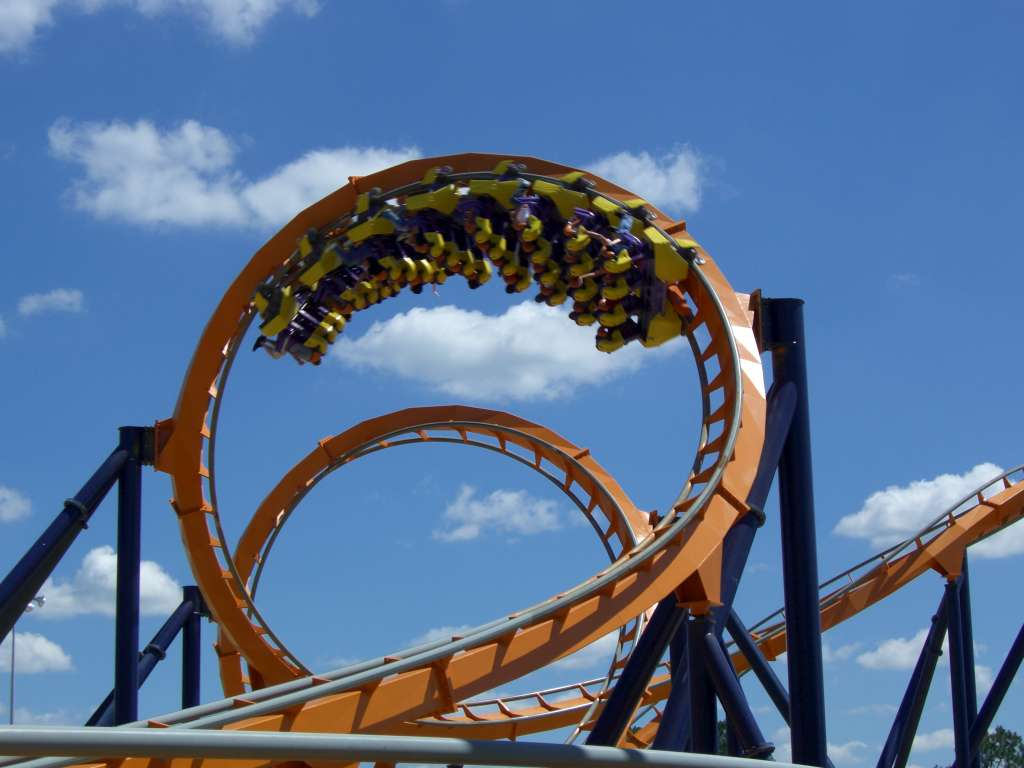
Corkscrew.
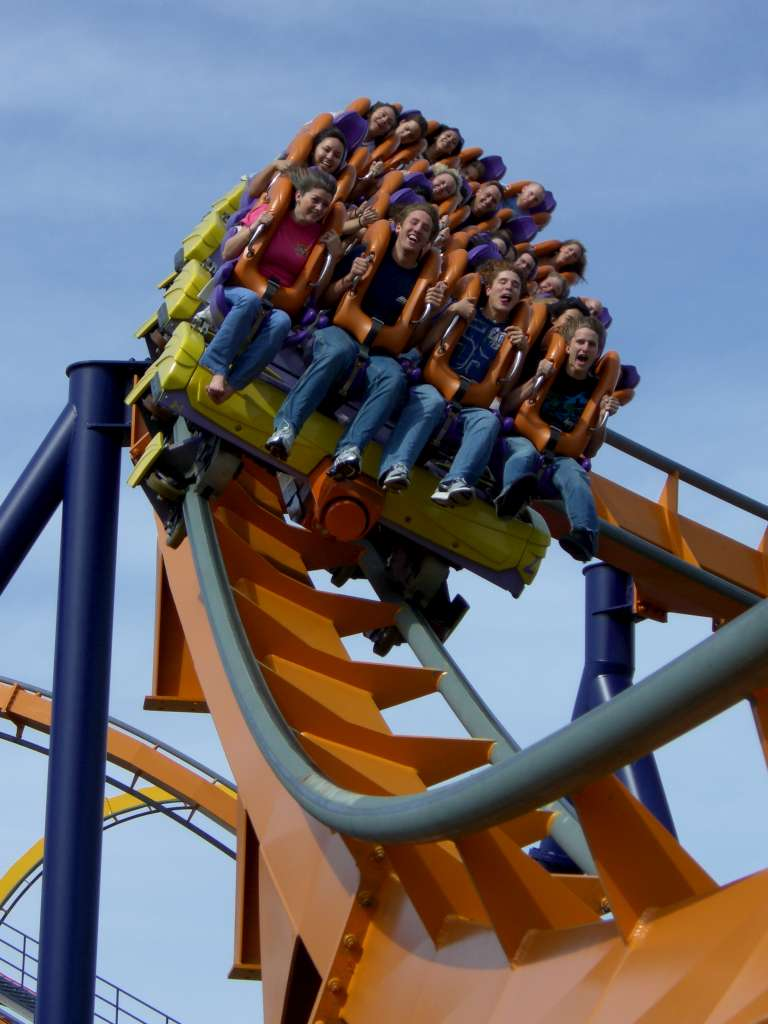
Descente finale.